# Bal Des Boiteux
Bal des boiteux was een Belgische band die een mengeling bracht van jazz, folk, klassieke muziek en rockmuziek.
In 2004 verscheen het debuutalbum Gods and horses, dat werd geproduceerd door Stef Kamil Carlens en Karel De Backer. De opvolger Small house wide open verscheen in 2006.
De band speelde onder meer op Waterpop en Festival Dranouter.

## Discografie
- Small house, wide open (2006)
- Gods and horses (2004)

Het nummer "Île 32" werd opgenomen op het verzamelalbum Flamundo! nr. 1	